# کاسوکه کیمورا
کاسوکه کیمورا (انگلیسی: Kosuke Kimura؛ زادهٔ ۱۴ مهٔ ۱۹۸۴) یک بازیکن فوتبال اهل ژاپن است.
از باشگاه‌هایی که در آن بازی کرده‌است می‌توان به باشگاه فوتبال نیویورک رد بولز، باشگاه فوتبال کلرادو رپیدز، و پورتلند تیمبرز اشاره کرد.